# قسم باخرز
قسم باخرز (بالفارسية: بخش باخرز) هي قسم في مقاطعة تايباد، التابعة لمحافظة خراسان رضوي الإيرانية

## السكان
- حسب إحصاءات سنة 2006، بلغ إجمالي السكان في کردیان 16077 نسمة وعدد المساكن 436 مسكن.[1]

## وصلات خارجية
- إدارة مقاطعة تايباد نسخة محفوظة 14 أبريل 2013 على موقع واي باك مشين.
- بلدية تايباد
- إدارة تعليم تايباد نسخة محفوظة 5 أبريل 2013 على موقع واي باك مشين.